# Neapelkvartetten
Neapelkvartetten är en tetralogi skriven under den italienska författarpseudonymen Elena Ferrante. Bokserien består av böckerna Min fantastiska väninna (2012), Hennes nya namn (2013), Den som stannar, den som går (2014) och Det förlorade barnet (2015). Serien har även blivit karaktäriserad som en bildningsroman. I en intervju med Harper's Magazine sa Elena Ferrante att hon ser de fyra böckerna som en och samma roman, släppta med jämna mellanrum. Bokserien har sålt över 10 miljoner exemplar i ett 40-tal länder.
Serien handlar om två insiktsfulla och intelligenta flickor, Elena (ibland kallad "Lenù") Greco och Raffaella ("Lila") Cerullo, som följs från barndom till vuxen ålder, och sedan även till ålderdom, då de försöker att skapa sig ett liv i ett våldsamt fattigt område utanför Neapel i Italien. Böckerna berättas av Elena Greco.
Böckerna översattes till svenska av Johanna Hedenberg och gavs ut på Norstedts förlag.

## Handling

### Min fantastiska väninna
Neapelkvartetten tar sin början 2010 när en gammal väns son ringer huvudpersonen, en kvinna i 60-årsåldern som heter Elena. Elenas barndomsvän Lila har försvunnit, och hennes son kan inte hitta några spår av henne. Elena vet att Lila på senare år ofta pratat om att göra detta, och tror att hennes försvinnande är en medveten handling. Elena börjar skriva ner allt hon kan komma ihåg om Lila, redan från när de träffades i Neapel på 1950-talet.
I ett hyreshus nära landsvägen i femtiotalets Neapel växer de båda flickorna Elena Greco och Lila Cerrullo upp och börjar sin livslånga vänskap. Våldet präglar fortfarande Italien efter kriget i form av lönnmord och avrättningar. Av flickorna är Lila är den självklara ledaren, den snabbfotade, den våghalsiga, den kvicktänkta och den elaka. Elena blir även avundsjuk på Lila då hon snabbt lär sig läsa och får högsta betyg, samt kommer etta på alla prov. Skolgången utgör ett löfte om en bättre framtid för dem båda, men Lila, dotter till skomakaren Fernando och hans hustru som båda är analfabeter, är den som tvingas ge upp studierna medan Elenas far, som är vaktmästare i stadshuset, ser till att dottern får fortsätta att gå i skolan.
Lila gifts i stället bort då hon är 16 år gammal med Stefano Carracci, son till den mördade maffiabossen, som driver familjens livsmedelsbutik med framgång i kvarteret. Elena, fortsätter sin utbildning och drömmer om att skriva. Båda flickorna är dragna till Nino Sarratore i hemlighet, men avslöjar ingenting för varandra och blir därmed varandras rivaler. Nino växer också upp i samma hyreskvarter och är son till järnvägsarbetaren och poeten Donato Sarratore som en gång förfört änkan Melina Cappuccio men övergett henne varpå hon försökt ta sitt liv. Nino är studiebegåvad, men har inga mål i livet eftersom han hatar sin far. Nino kommer så småningom att spela en avgörande roll i båda flickornas liv.

### Hennes nya namn
Lilas äktenskap med Stefano Carracci visar sig redan på bröllopsnatten katastrofalt och Lila försöker att ta sig ur det med alla medel. När hon av hälsoskäl skickas till ön Ischia över sommaren övertalar hon Elena att följa med som sällskapsdam. Vistelsen får oanade konsekvenser för dem båda och inverkar drastiskt på deras framtida liv.
Den noggrant skildrade vänskapen mellan Elena och Lila varierar mellan sårande nonchalans och djupaste samhörighet. I boken mognar de båda flickorna till unga kvinnor och tvingas var och en betala ett smärtsamt pris för det.

### Den som stannar, den som går
Elena stöter under ett författarseminarium på Nino Sarratore som hon i hemlighet varit förälskad i under hela sitt liv. Lila har efter sitt misslyckade äktenskap börjat ett nytt liv med Enzo Scanno och bor tillsammans med honom och sin son Gennaro i en förort till Neapel. På kvällstid lär sig Lila allt hon kan om datorer och programmering för att på så sätt skapa sig en ny och bättre tillvaro.
Lila och Elena försöker var och en på sitt sätt ta sig igenom 70-talet i Italien, bestående av politisk oro, sexuell frigörelse och sociala förändringar. Båda känner sig vilsna i den moderna världen och söker sig till varandra. Elena befinner sig i ett vägskäl i sitt äktenskap och tyr sig på nytt till Lila.

### Det förlorade barnet
I slutet av 70-talet har Elena hunnit ge ut flera böcker som hyllas av kritiker. Samtidigt är hon olycklig i sitt äktenskap med Pietro. Hon har vid sidan inlett ett förhållande med sin ungdomskärlek Nino och väljer att flytta tillbaka Neapel med sina båda döttrar för att komma närmare honom. Samtidigt tvekar hon på att återuppta kontakten med Lila, som numera är framgångsrik egenföretagare i databranschen. Lila hjälper många av deras gemensamma barndomsvänner ekonomiskt och har nästan ersatt bröderna Solara som kvarterets välgörare. Elenas och Lilas vänskap blir trots allt mer jämbördig nu när de är vuxna och de bor ett tag också grannar och hjälper varandra med skötseln av barnen. Men lugnet och stabiliteten är bedräglig och deras liv tar än en gång dramatiska vändningar.

## Andra medier
Miniserien My Brilliant Friend hade premiär på HBO den 18 november 2018. Den första säsongen innehåller åtta avsnitt och täcker den första boken i serien. Säsong två väntas täcka den andra boken.